# Rabeu
Rabeu is een bestuurslaag in het regentschap Aceh Besar van de provincie Atjeh, Indonesië. Rabeu telt 530 inwoners (volkstelling 2010).